# Fonissa
Fonissa é um filme de drama grego de 2023 dirigido por Eva Nathena e escrito por Katerina Bei, baseado no romance homônimo Fonissa de Alexandros Papadiamantis. Esta é a terceira adaptação cinematográfica do romance, depois dos filmes de Kostas Ferris (1974) e Angelos Kovotsos (1991). A história gira em torno da vida da viúva Hadoula em Skiathos no século XX. As protagonistas são Kariofyllia Karabeti, Maria Protopappa, Penelope Tsilika, Elena Topalidou e Georgianna Dallara.

## Elenco
- Kariophyllia Karabeti como Hadoula ou Fragogiannou
- Maria Protopappa como Delharo, mãe de Hadoula
- Penelope Tsilika como Delharo, filha de Hadoula
- Elena Topalidou como Amersa
- Georgianna Dallara como Hadula ainda jovem
- Dimitris Imellos
- Yannis Tsortekis
- Christos Stergioglou
- Maria Skula
- Mania Papadimitriou
- Stathis Stamoulakatos
- Christina Maksouri como Krinio
- Olga Damanis
- Ersi Malikenzou
- Antonis Tsiotsiopoulos
- Niki Papandreou
- Michalis Oikonomou
- Galini Hatzipashalis
- Verônica Davaki

## Lançamento
O filme estreou no 64º Festival Internacional de Cinema de Salónica, ganhando seis prêmios, enquanto a estreia oficial ocorreu em 30 de novembro de 2023 no Teatro Pallas de Atenas, na presença da Presidente da República, Katerina Sakellaropoulou, e muitas personalidades ainda proeminentes. A projeção nos demais cinemas do território grego começou no mesmo dia.